# Milltown Cemetery
Milltown Cemetery är en kyrkogård i Belfast, Nordirland. Den ligger i Falls Road. Området är katolskt.
Milltownmassakern inträffade den 16 mars 1988, då Michael Stone dödade tre människor, Tomas Mcerlean, John Murry och Kevin Brady. De begravdes här också. Michael Stone kastade en granat in i folkmassan under begravningen av Dan McCann, Seán Savage och Mairéad Farrell, IRA-medlemmar som dödades av SAS-soldater i Gibraltar den 6 mars 1988 under Operation Flavius.
Tre av deltagarna i hungerstrejken i Nordirland 1981 begravdes här: Bobby Sands, Kieran Doberty och Joe McDonnell. 
Kyrkogården har stor betydelse för nationalisterna, då många kända ledare och medlemmar av IRA och  Sinn Féin ligger begravda här. Dock är majoriteten av dem som är begravda civila, och de äldsta gravarna är från 1600-talet.

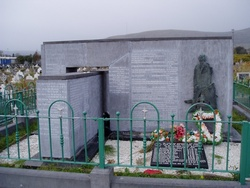
Gamla minnesplatsen för alla IRA-män som dött från Falls road. Bild från Milltown Cemetery.
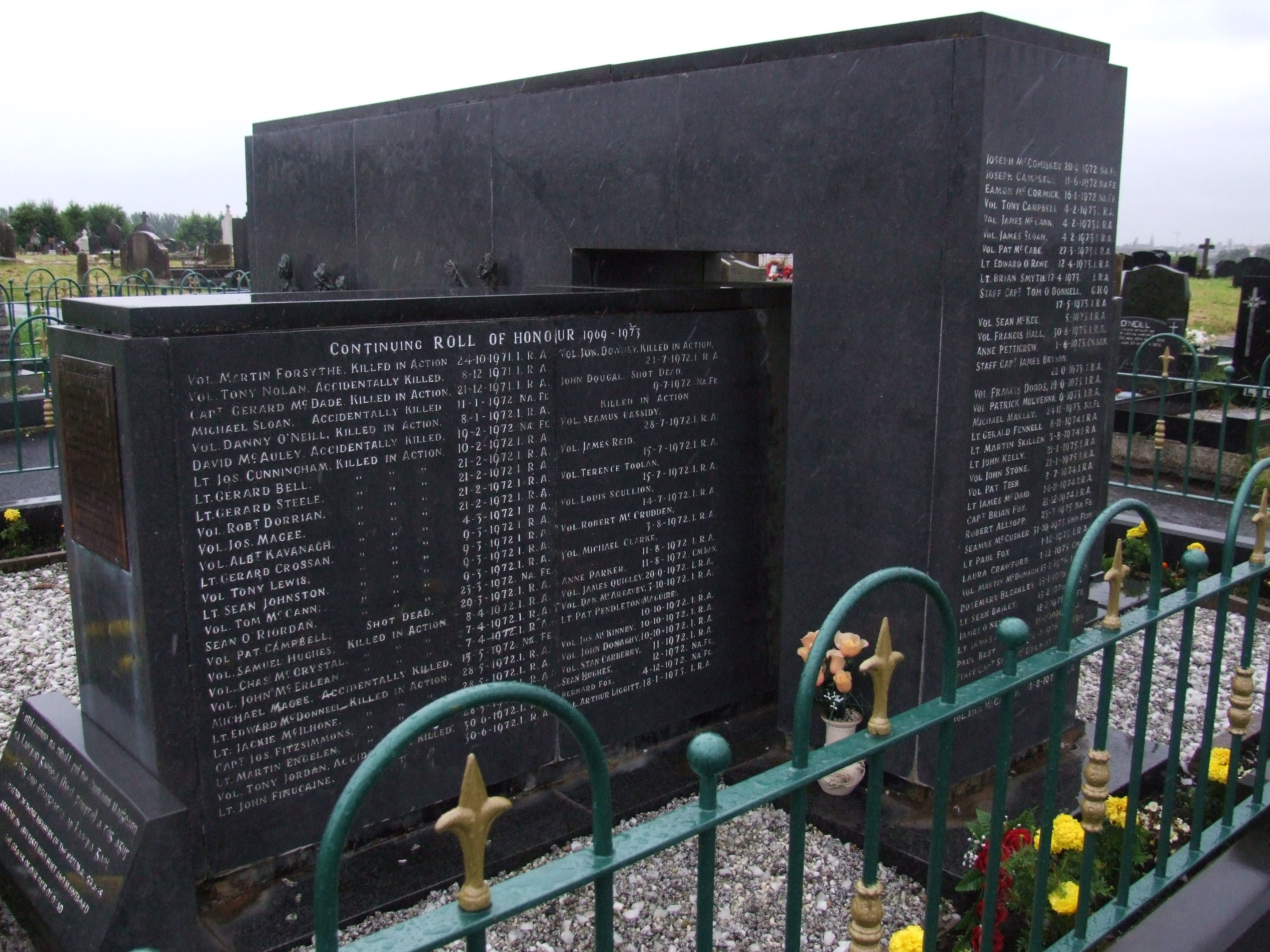
Gamla minnesplatsen sedd från ett annat håll.
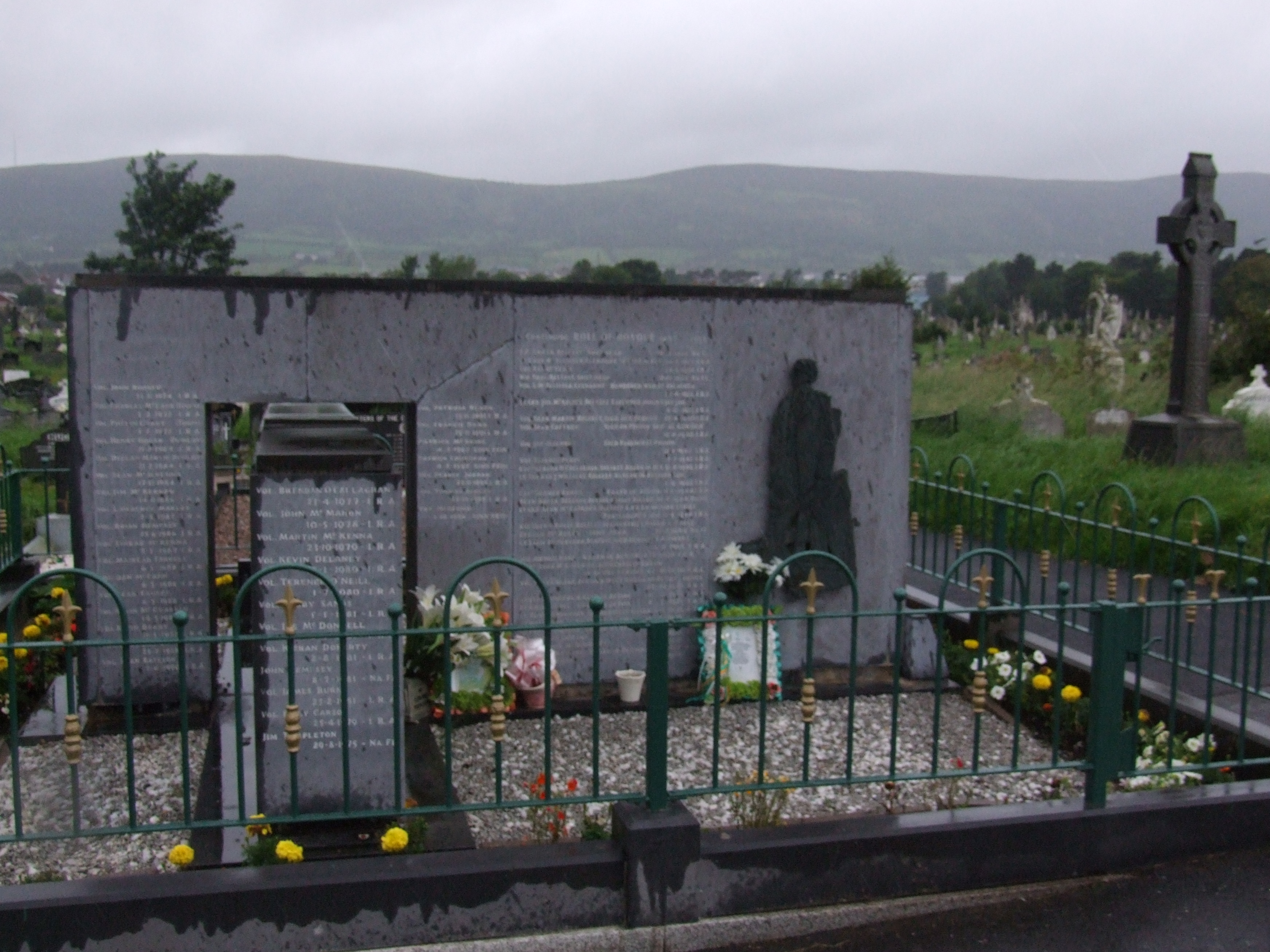
Gamla minnesplatsen för alla IRA-män som dött från Falls road. Bild från Milltown Cemetery.
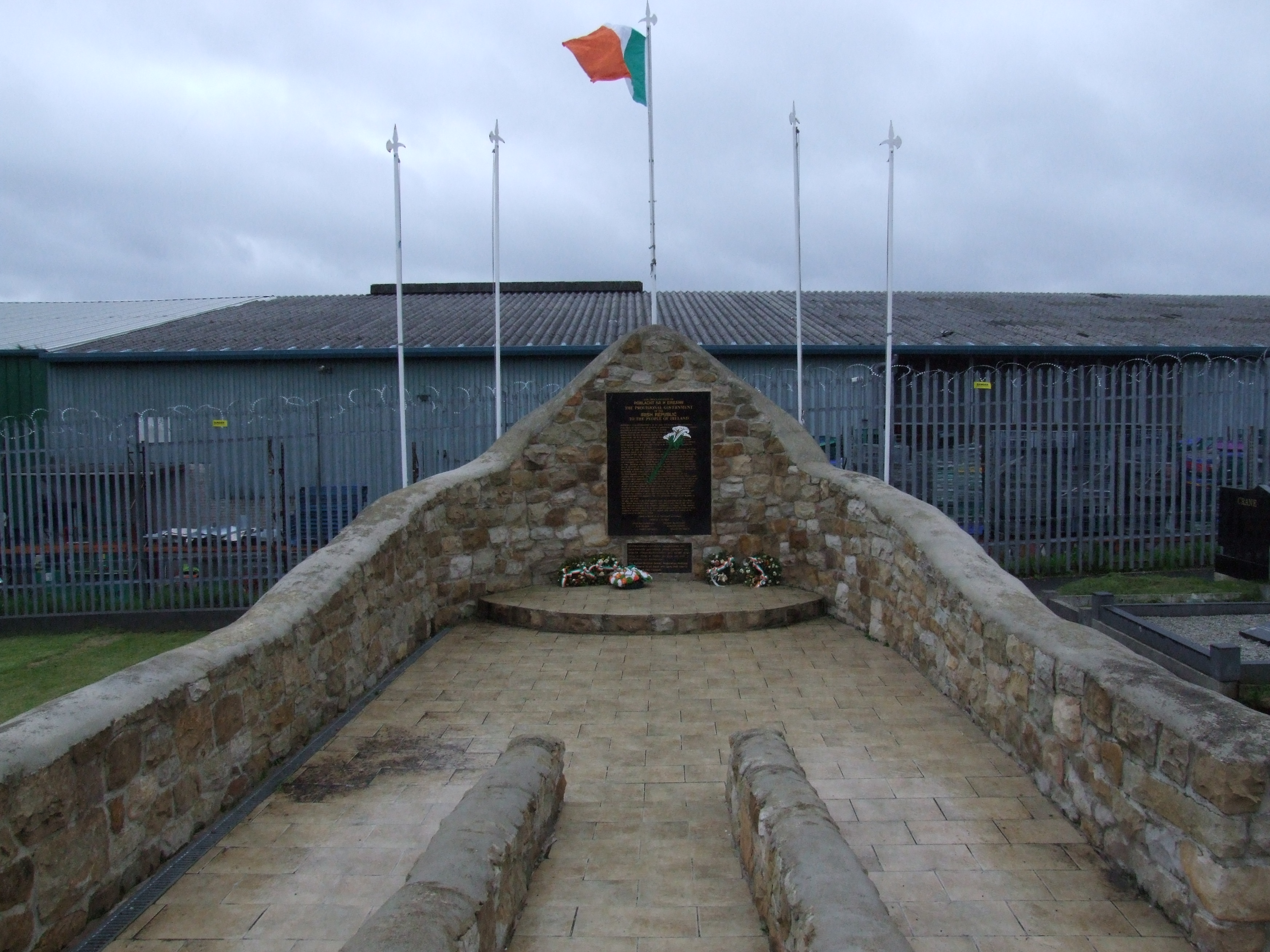
IRA:s nya minnesplats.
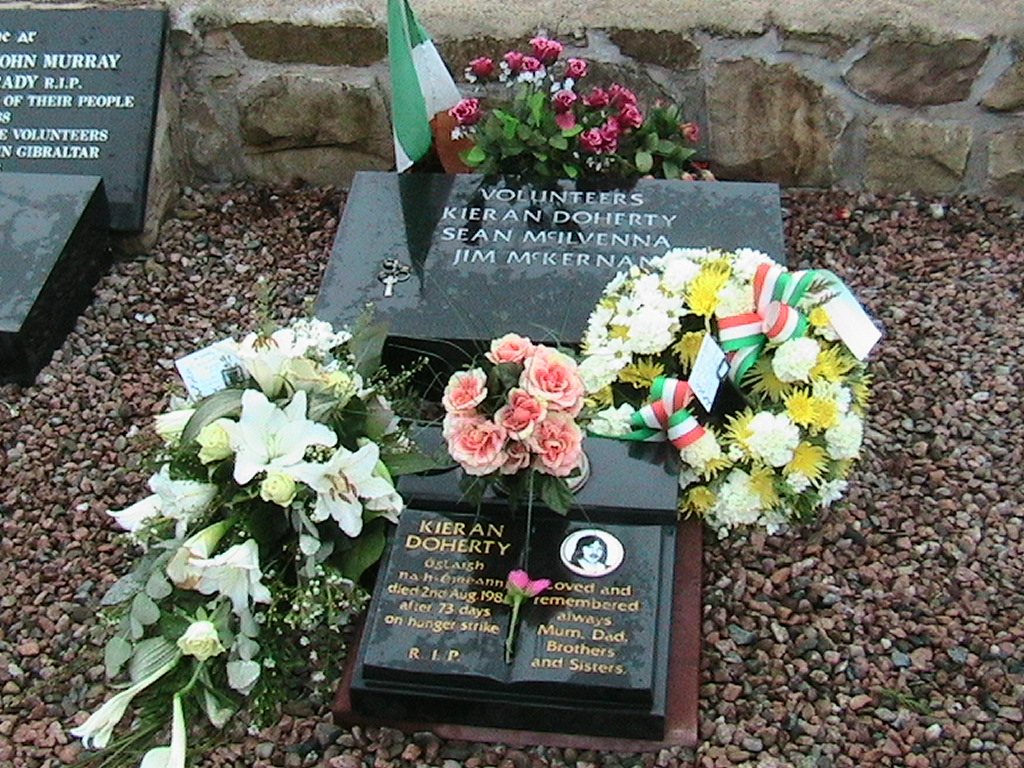
Kieran Dobertys minnessten.
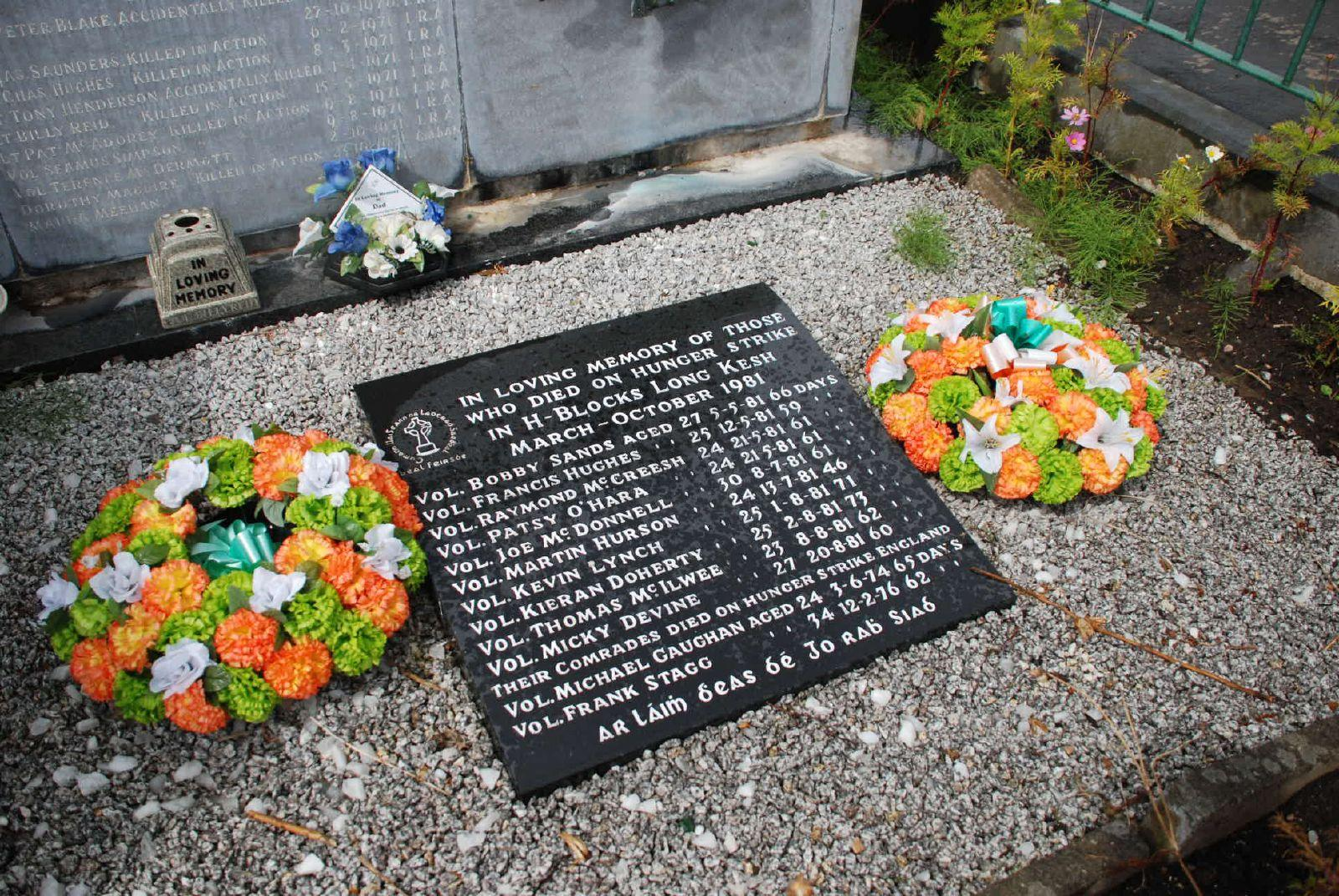
Minnesplatta över alla som dog i hungerstrejken i Nordirland 1981. Här finns också Frank Stagg och Michael Gaughan, som båda dog på 70-talet efter en hungerstrejk.
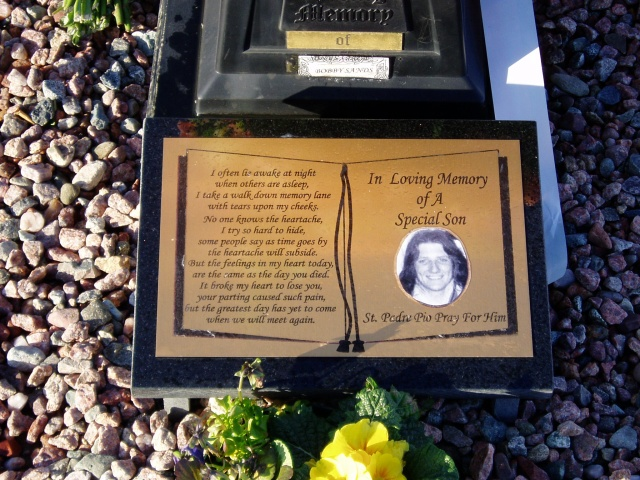
Minnessten för Bobby Sands.
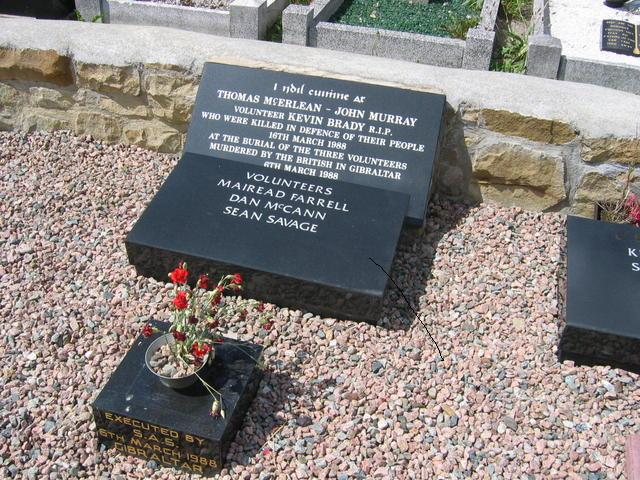
Minnesstenar över Milltownmassakren. Offer den 16 mars 1988, Tomas Mcerlean,John Murry och Kevin Brady. Minnessten över IRA-männen som dog 6 mars 1988 i Gibraltar: Dan McCann, Seán Savage och Mairéad Farrell.
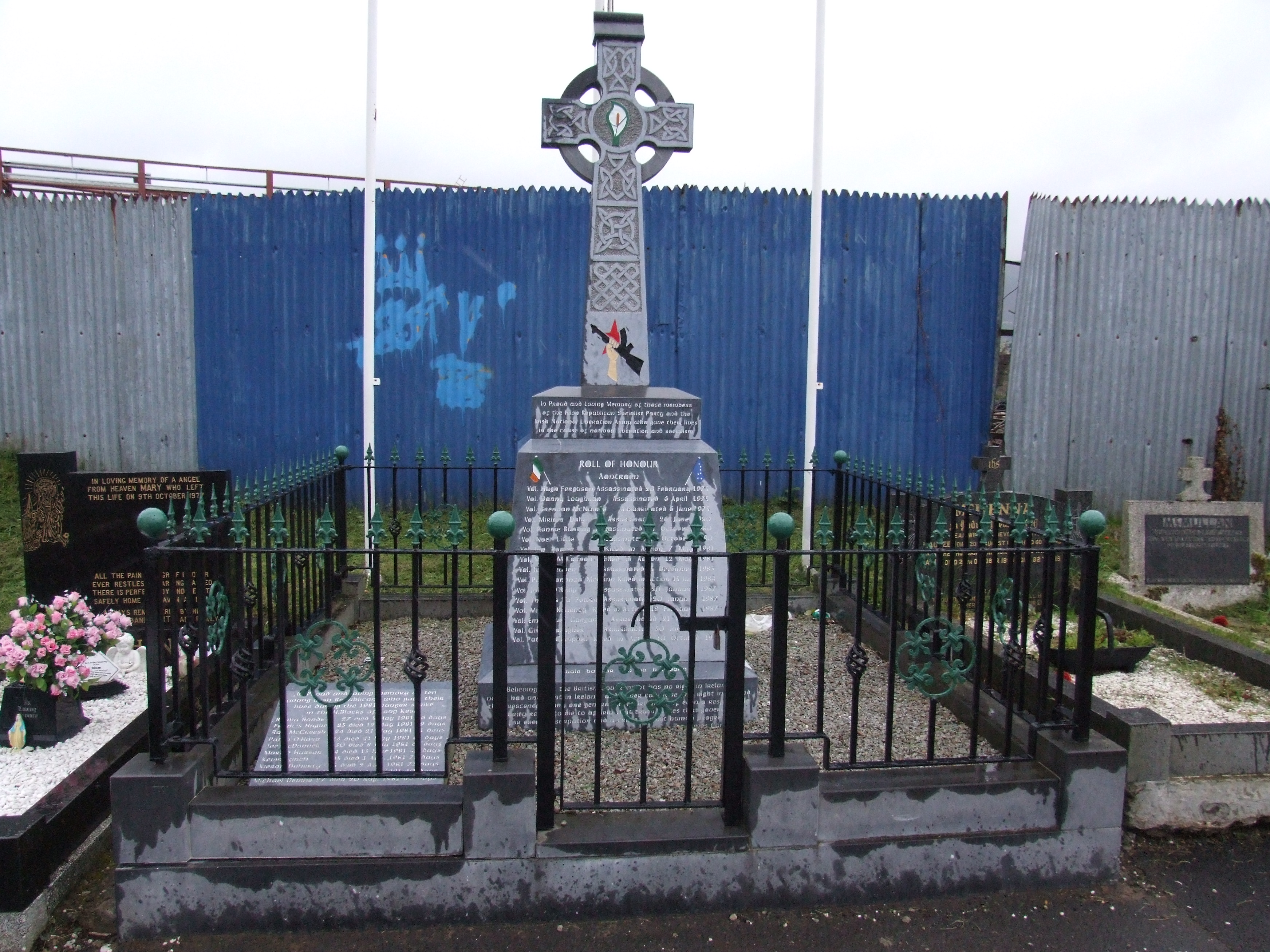
INLA begravningsplats
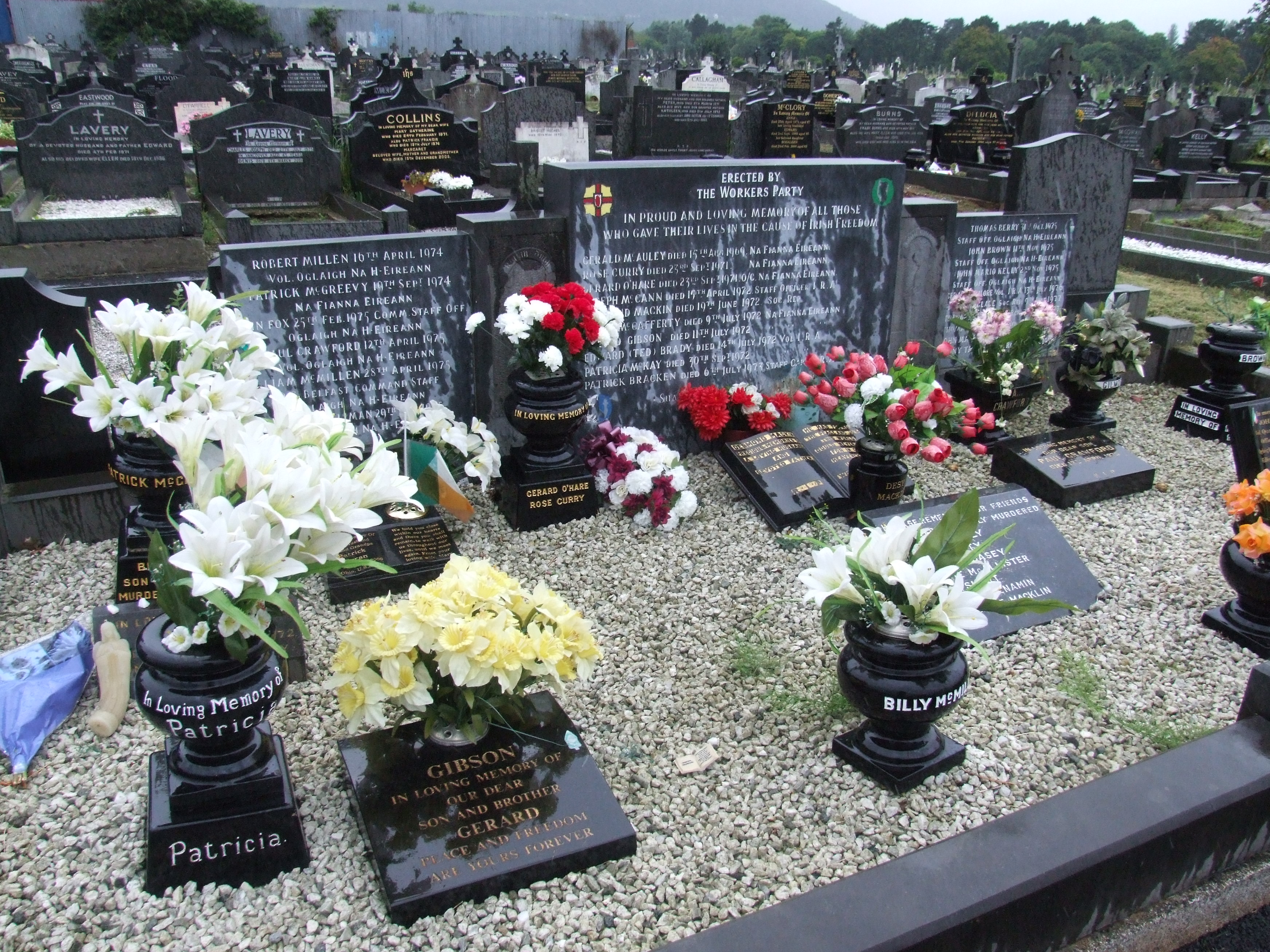
Official IRA:s begravningsplats
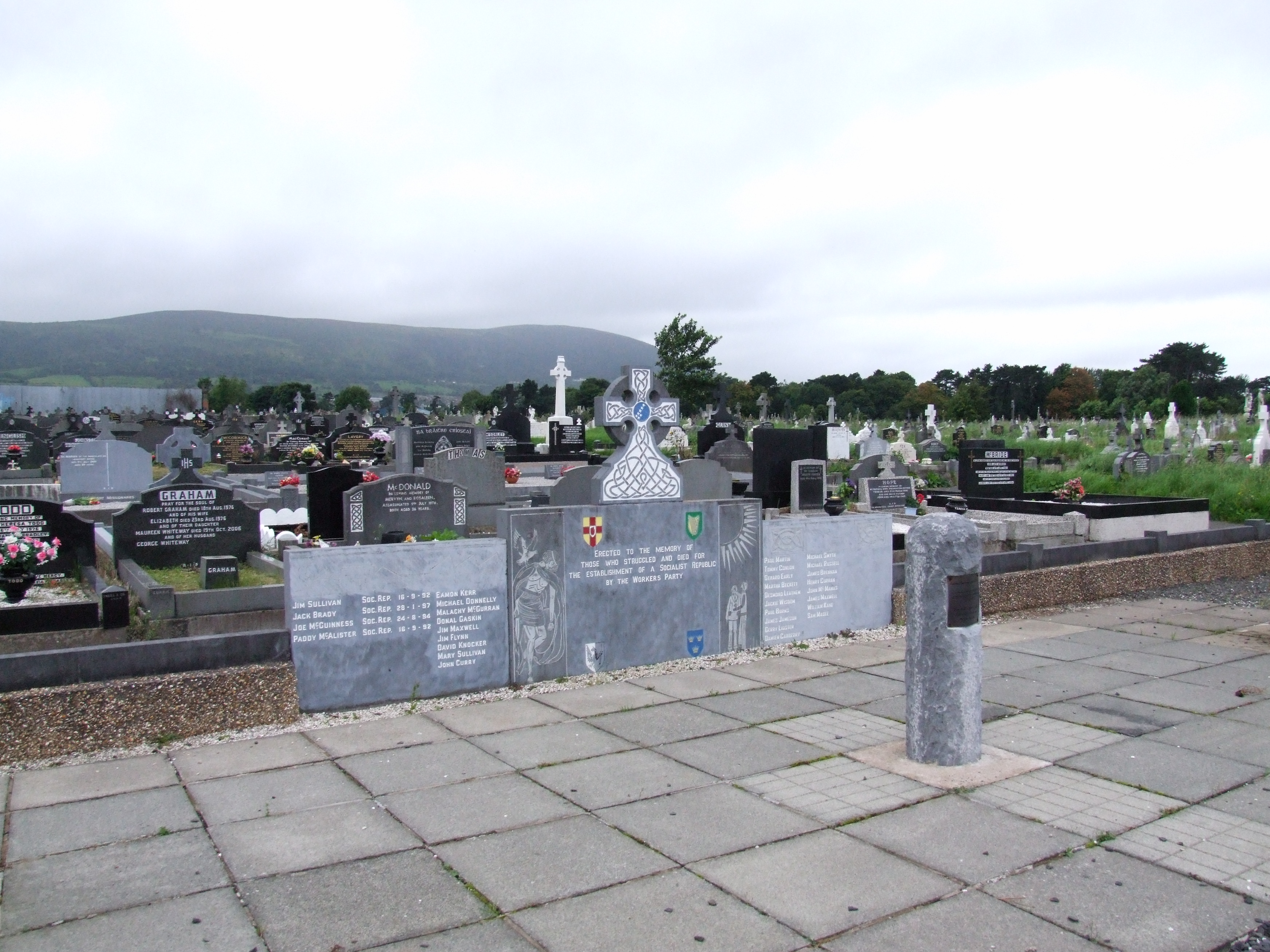
Worker's Party begravningsplats
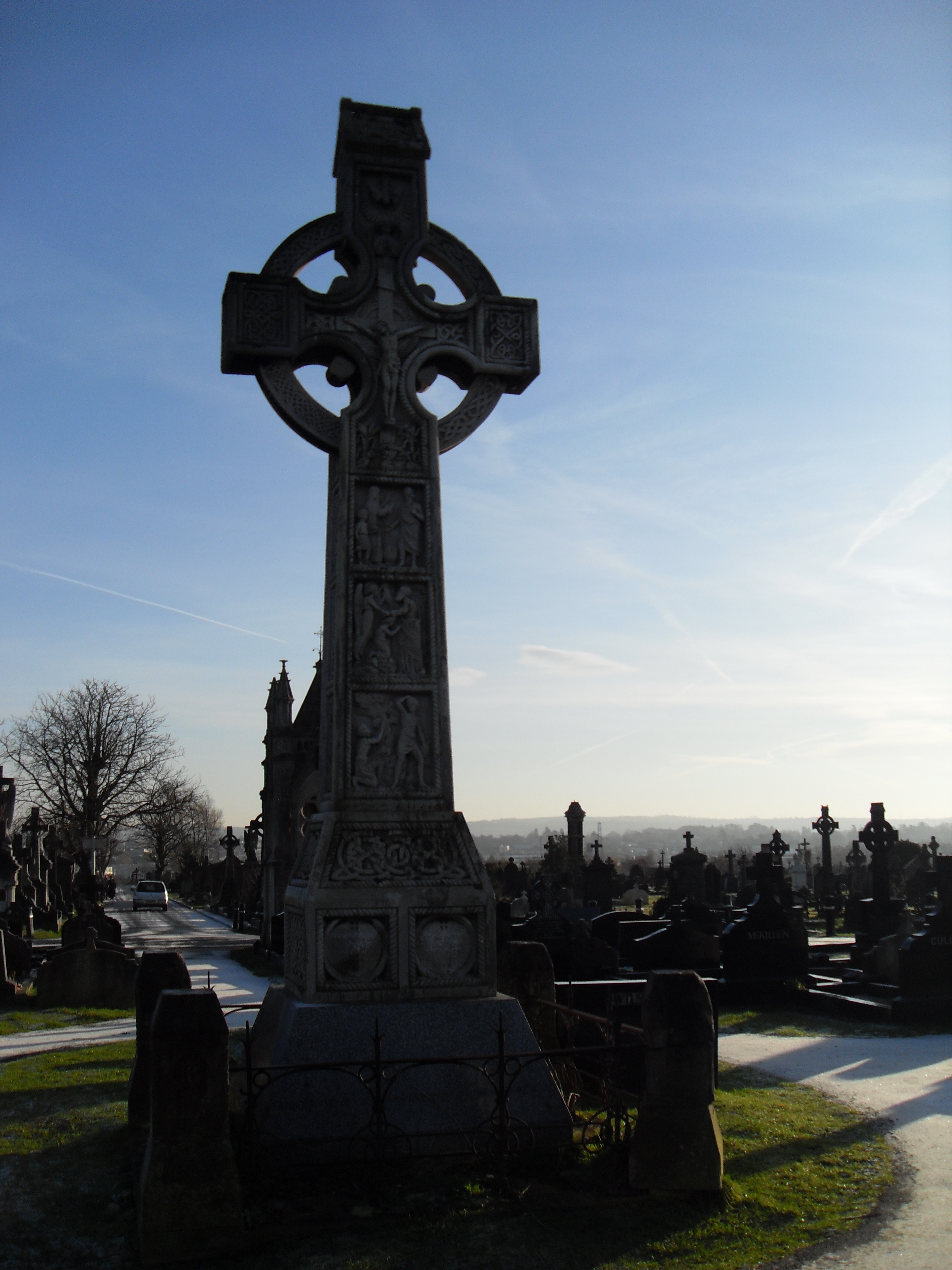
Keltiska korset visar var den första prästens begravningsplats, från 1600-talet, ligger.